# Plectoverneuilinella
Plectoverneuilinella es un género de foraminífero bentónico de la familia Plectoverneuilinellidae, de la superfamilia Spiroplectamminoidea, del suborden Spiroplectamminina y del orden Lituolida. Su especie tipo es Plectoverneuilinella angolaensis. Su rango cronoestratigráfico abarca el Chattiense (Oligoceno superior).

## Discusión
Clasificaciones previas incluían Plectoverneuilinella en el suborden Textulariina del Orden Textulariida, o en el orden Lituolida sin diferenciar el suborden Spiroplectamminina.

## Clasificación
Plectoverneuilinella incluye a la siguiente especie:
- Plectoverneuilinella angolaensis †